# Estación Tolar Grande
Tolar Grande es una estación ferroviaria ubicada la localidad homónima, departamento de Los Andes, provincia de Salta, Argentina.
En 2019 fue declarada Monumento histórico nacional.
Se ubica en la región de la Puna salteña. Presentó mucha actividad ferroviaria en el período se encontraba en plena actividad la Mina La Casualidad. La clausura de la mina, produjo el cierre casi total del ramal.

## Servicios
Se encuentra actualmente sin operaciones de pasajeros.
Sus vías corresponden al Ramal C14 del Ferrocarril General Belgrano por donde transitan formaciones de carga de la empresa estatal Trenes Argentinos Cargas.
Hoy es un centro ferroviario de aprovisionamiento de combustible a las locomotoras, y de revisión del material rodante. Fue un importante centro ferroviario: se construyeron viviendas, hospital, escuela primaria, energía eléctrica. Se destaca por su valor patrimonial, con alto equipamiento técnico ferroviario, como un plato giratorio en uso. Con el cambio de tipo de tracción disminuyó la necesidad de mano de obra y hasta se trasladó la base de personal de conducción. Esto redujo ostensiblemente la población del lugar, a punto tal que hoy Tolar Grande presenta viviendas vacías.

## Toponimia
Su nombre deviene porque en un tiempo era un verdadero tolar", arbusto espinoso perteneciente a la familia de las Ramnáceas. De crecimiento lento, es propio de zonas semiáridas y áridas de Chile, Perú y Argentina.